# جوك جيبسون
جوك جيبسون (بالإنجليزية: Jock Gibson)‏ (23 مارس 1898 بفيلادلفيا في الولايات المتحدة - 1 يوليو 1974) هو لاعب كرة قدم أمريكي في مركز الظهير. لعب مع هال سيتي.